# Polgári védelem
A polgári védelem nemzetközileg elismert szervezet, létrehozásának alapjait a Genfben, 1949. augusztus 12-én kötött Egyezmények I. és II. Kiegészítő Jegyzőkönyvében meghatározott feladatok jelentik. A polgári védelem hazánkban jelenleg a tűzoltóságokkal közösen alkotja az ún. katasztrófavédelmet.

## A magyar polgári védelem létrejötte - a légoltalomtól a polgári védelemig

A Légoltalmi Liga jelvénye

Az I. világháborút követően a 20-as évek végére, a 30-as évek elejére a legtöbb európai országban megalakították az első állandó légoltalmi szervezeteket. A légoltalmi szervezetek szervezése kétféle módon történt, a szélesebb tömegekre támaszkodó társadalmi, valamint a hatósági intézkedéseket központi irányítására szolgáló szervek jellemzően egyidejűleg és párhuzamosan épültek ki. Magyarországon, a vezető európai államokhoz viszonyítva néhány évvel később történt meg a légoltalmi szervezetek kereteinek kialakítása. Ennek alapján jött létre a hatósági légoltalom megvalósítását előíró, a légvédelemről szóló 1935. évi XII. törvény és az ennek végrehajtására kiadott 15/1936. sz. honvédelmi miniszteri rendelet a „Légoltalmi Utasítás”. A törvény előírta, hogy minden 14 és 60 év közötti magyar állampolgár, nemre való tekintet nélkül, légoltalmi kötelezettség alá esik. A honvédelmi miniszter jogköre lett a városok, községek, legfontosabb üzemek, ipartelepek stb. veszélyeztetettségének megállapítása és besorolása. Pontosan meghatározták a légoltalom fogalmát, feladatát és vezetési struktúráját. A honvédelmi miniszter a légoltalom irányítását az Országos Légvédelmi Parancsnok útján végezte. A Magyar Királyság vezetői a társadalom széles rétegeinek mozgósítását és tájékoztatását az 1937. december 5-én megalakított Légoltalmi Liga alapjain képzelték el. A Liga társadalmi szerveződés volt, amely az ország közigazgatási tagozódásának megfelelően épült ki. Fő feladata a lakosság légoltalmi felkészítése és a hatósági feladatok társadalmi támogatása volt.A Légoltalmi Liga 1945. április 15-én szűnt meg.

## A polgári védelem törvényi szabályozása Magyarországon
A polgári védelmet az 1996. évi XXXVII. törvény a polgári védelemről határozza meg, mely szerint: "a honvédelem rendszerében megvalósuló szervezet, feladat- és intézkedési rendszer, amelynek célja a fegyveres összeütközés, a katasztrófa és más veszélyhelyzet esetén a lakosság életének megóvása, az életben maradás feltételeinek biztosítása, valamint az állampolgárok felkészítése azok hatásainak leküzdése és a túlélés feltételeinek megteremtése érdekében".

### A polgári védelmi feladatok
A polgári védelmi (röviden pv.) törvény alapján napjainkban a következő feladatok ellátására készül fel a pv. szervezete:
1. a lakosság felkészítése a védekezés során irányadó magatartási szabályokra;
2. a polgári védelmi szervezetek létrehozása és felkészítése, valamint a működéshez szükséges anyagi készletek biztosítása;
3. a figyelmeztetés, a tájékoztatás, a riasztás;
4.  az egyéni védőeszközökkel történő ellátás;
5. az óvóhelyi védelem;
6. a lakosság kimenekítése és kitelepítése;
7. a létfenntartáshoz szükséges anyagi javak (különösen víz-, élelmiszer-, takarmány- és gyógyszerkészletek, állatállomány) védelme;
8. az elsötétítés, a fényálcázás;
9. a kárterület felderítése, a mentés, az elsősegélynyújtás, a mentesítés és a fertőtlenítés, illetőleg az ezzel összefüggő ideiglenes helyreállítás, továbbá a halálos áldozatokkal kapcsolatos halaszthatatlan intézkedések;
10. a polgári védelmi tervezés, szervezés;
11. a települések veszélyeztetettségének felmérése;
12. közreműködés a lakosság légiriasztásában, a kulturális javak védelmében, a vizek kártételei elleni védekezés külön jogszabályban meghatározott feladatainak ellátásában, a menekültek elhelyezésében és ellátásában, továbbá a tűzoltásban, illetőleg a nemzetközi szerződésekből adódó tájékoztatás és kölcsönös segítségnyújtás feladatainak ellátásában.

## A polgári védelem szervezete
Napjainkban a pv. szervezete hivatásos szervekből valamint a polgári védelmi kötelezettség alapján létrehozott szervezetekből (továbbiakban pv. szervezetekből) tevődik össze. A hivatásos szervek országos, területi valamint helyi elemekből állnak. Az Önkormányzati Minisztérium alárendeltségébe tartozó országos hatáskörű központi szerv a Belügyminisztérium Országos Katasztrófavédelmi Főigazgatóság (röviden BM OKF). A területi szinteken a megyei katasztrófavédelmi igazgatóságok (MKI-k), valamint a Fővárosi Polgári Védelmi Igazgatóság helyezkedik el, amelyek közvetlen alárendeltségébe a települési (Budapesten: kerületi)  szinten a pv. kirendeltségek és irodák találhatók. A hivatásos szervek állományába hivatásosok (egyenruhás) valamint közalkalmazottak tartoznak.

## Forrásjegyzék
- 1996. évi XXXVII. törvény a polgári védelemről